# 512

## Събития
- Изригване на вулкана Везувий.
- Анастасий построява „Стената на позора“